# Паровая пушка

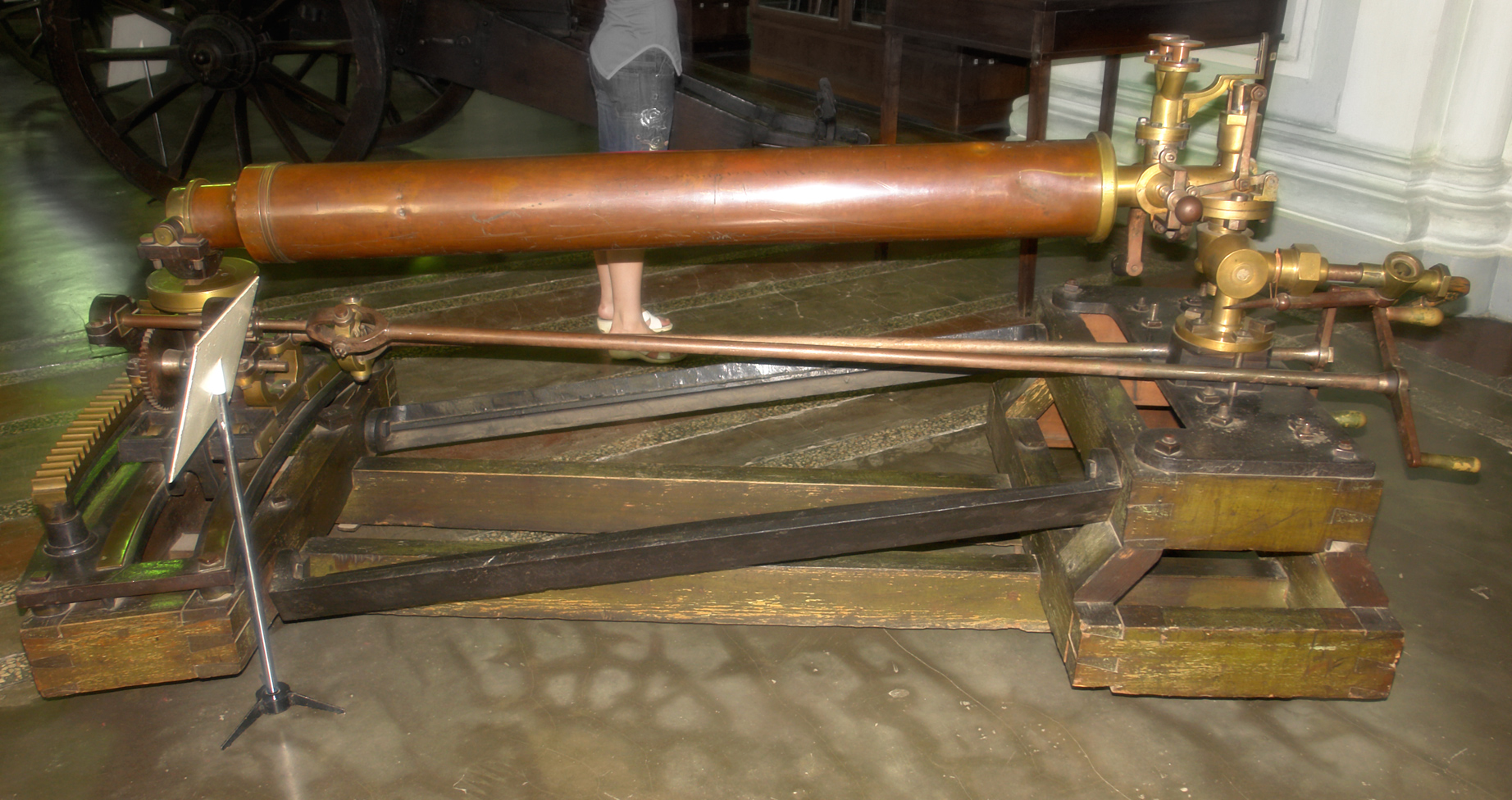
7-линейная паровая пушка. Военно-исторический музей артиллерии, инженерных войск и войск связи, Санкт-Петербург.

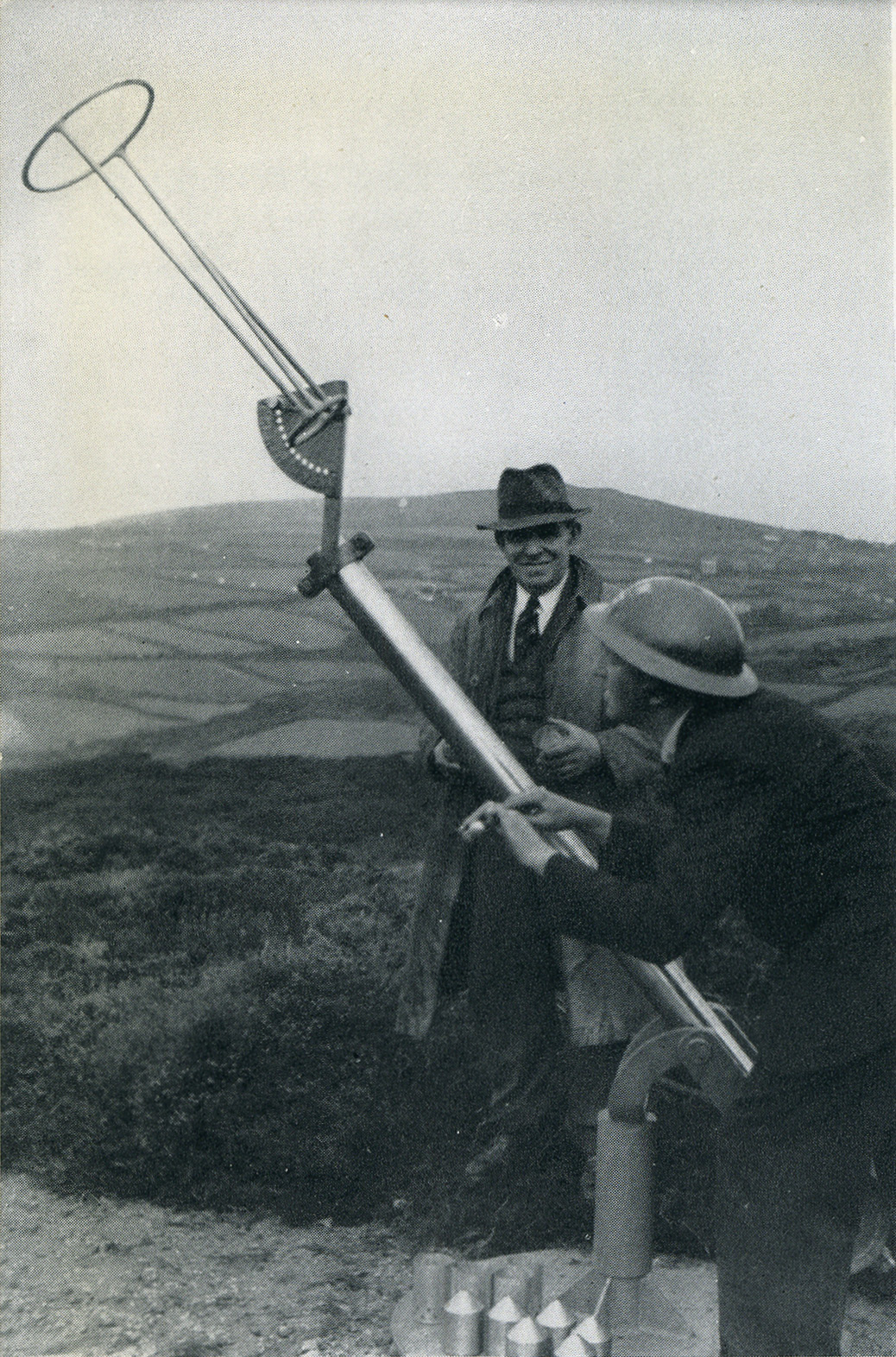
Паровая пушка под названием «пусковое устройство Холмана». Предназначалась для установки на судах в качестве зенитного орудия. Стреляло обычными ручными гранатами на расстояние до 300 метров

Паровая пушка, Паровые артиллерийские орудия — артиллерийское орудие, использующее для ускорения снаряда в стволе при выстрелах энергию горячего водяного пара под высоким давлением.
Изобретатели в мире безуспешно пытались массово внедрить для военного дела паровые ружья и орудия (пушки).

## История
Леонардо да Винчи первым предложил идею пушки, которая будет выстреливать снаряды, используя только огонь и воду. Некоторые источники утверждают, что Архимед был первоисточником этой идеи. Свое изобретение Архимед назвал архитронито (в переводе с греческого «супергром»)
Устройство (по сути дела пушечный ствол) должно было быть сделано из большой металлической трубы, — желательно медной, так как это лучший по теплопроводности материал, — которая будет помещена в печь. Один конец трубы будет закупорен, а в другой помещается ядро. После того, как труба достигла достаточно высокой температуры, небольшое количество воды впрыскивается в камеру за ядром. Леонардо да Винчи предположил, что (теоретически) вода быстро испарится, таким образом становясь эквивалентом пороха, и ядро с огромной скоростью вылетит из дула.
Жизнеспособность этой концепции изучалась участниками телевизионной серии «Разрушители легенд» и студентами в университете MIT.
В XIX веке в эпоху паровых машин были сделаны различные безуспешные попытки создать паровые пулемёты и пушки, используя методы и технологии, позаимствованные из механики паровозов.
Паровые ружья и артиллерийские орудия, изобретатели безуспешно пытались вводить в первой половине XIX века. В конце 1880-х годов, вслед за пневматическими пушками, в Англии, снова испытывалась пневматическая скорострельная пушка, бросающая снаряд в 2,5 пуда, и производящая 60 выстрелов в минуту. Английские конструкторы предполагали, что каждое коммерческое паровое судно при надобности могло обратиться в военное при помощи установки на них паровых пушек.
Во время Второй мировой войны была создана паровая пушка, известная как «пусковое устройство Холмана». Хотя с практической стороны попытки использовать пар в качестве метательного заряда не увенчались успехом, они являлись предшественниками современных корабельных катапульт, позволяющих запускать многотонные реактивные самолеты с палуб авианосцев.

## 7-линейная паровая пушка
Русская 7-линейная (17.5-мм) опытная паровая пушка. Ствол: зелёная медь в кожухе из красной меди. Разработана инженер-полковником корпуса путей сообщения Карелиным. Изготовлена в период 1826—1829 годов.
Стрельба шаровыми пулями за счёт водяного пара, до 50 выстрелов в минуту. Испытания в 1829 году провалились и пушка была передана в арсенал Санкт-Петербурга, откуда перешла на баланс Артиллерийского исторического музея.

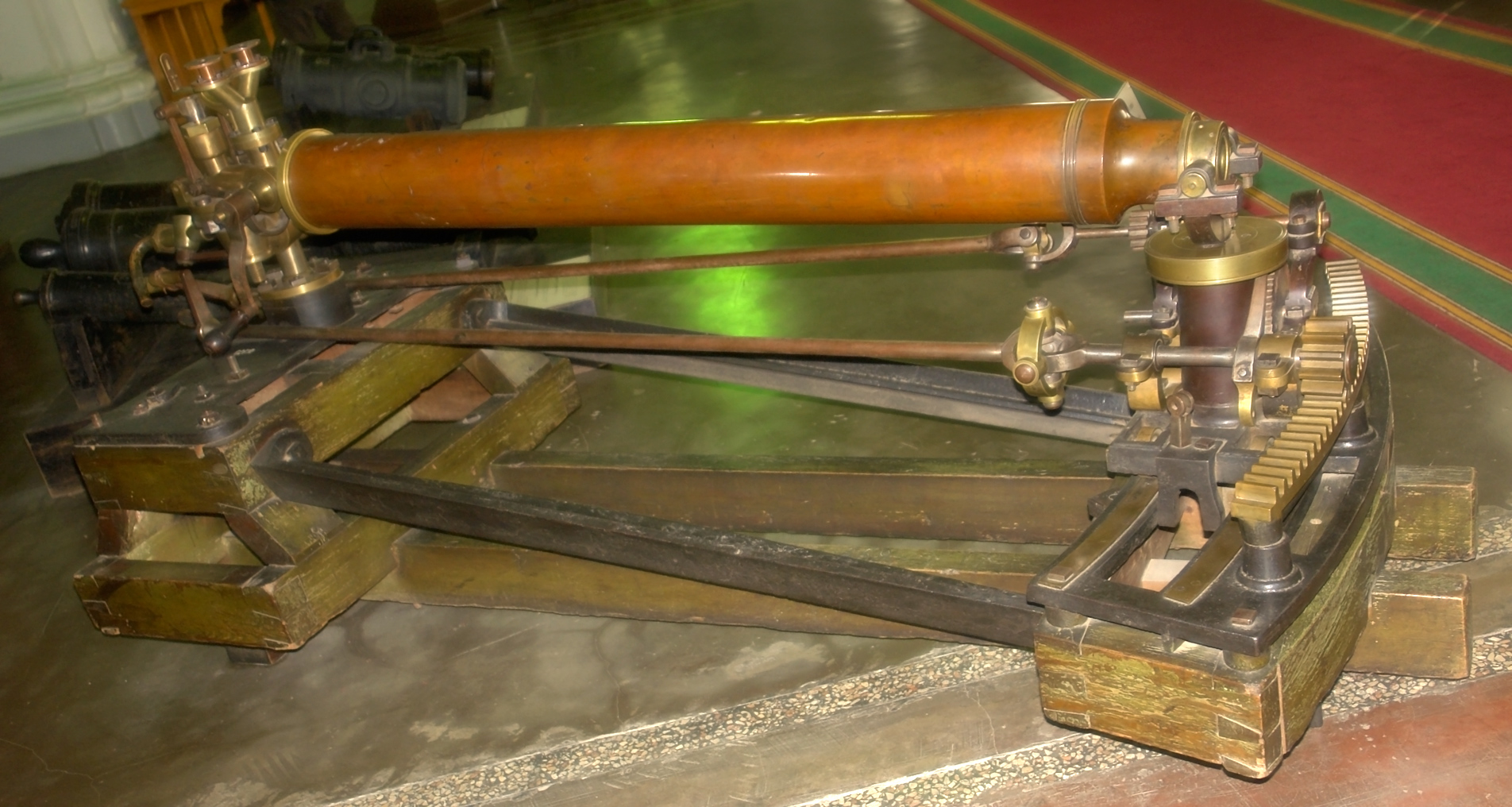
вид сбоку
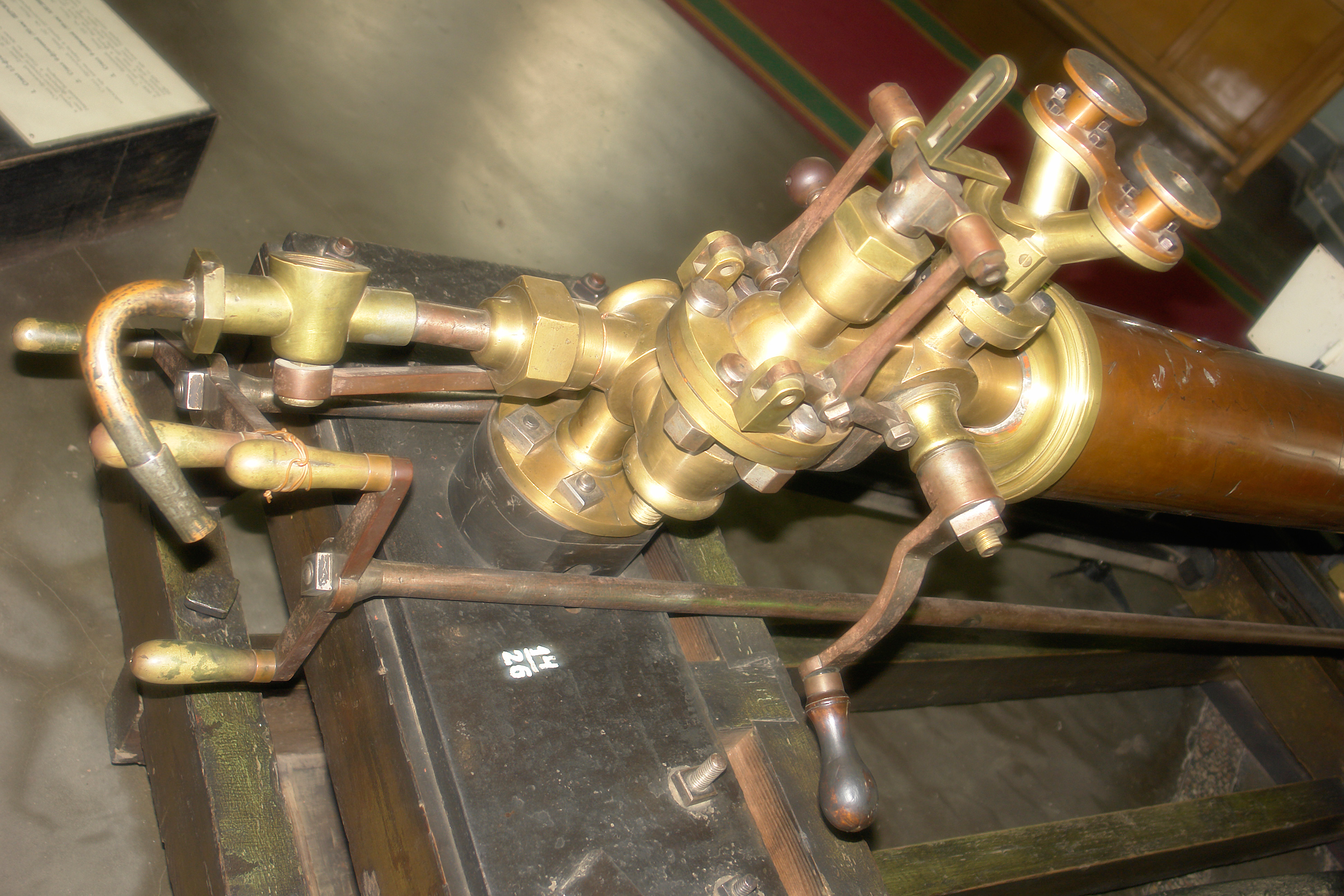
вид сзади
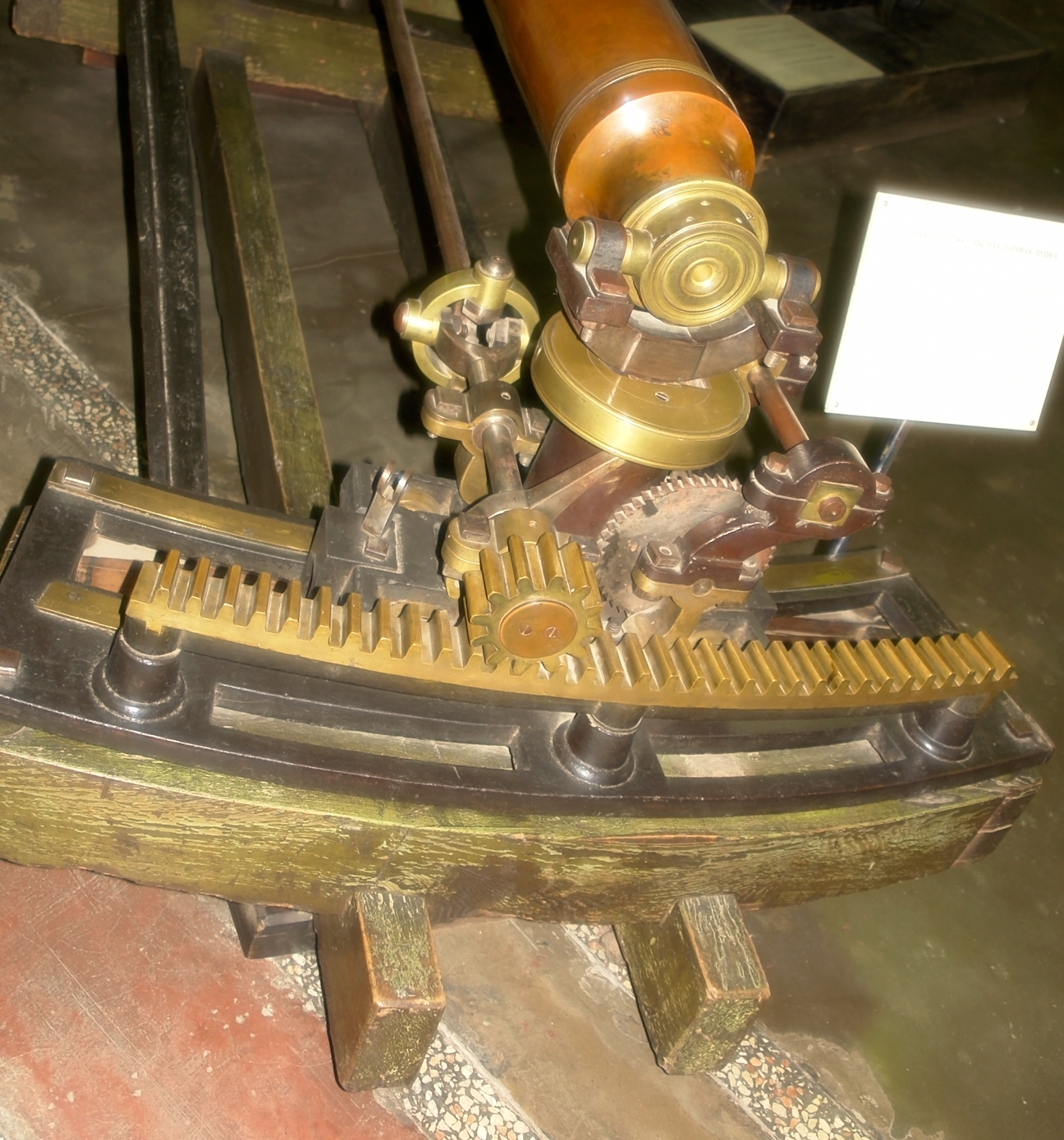
ствол
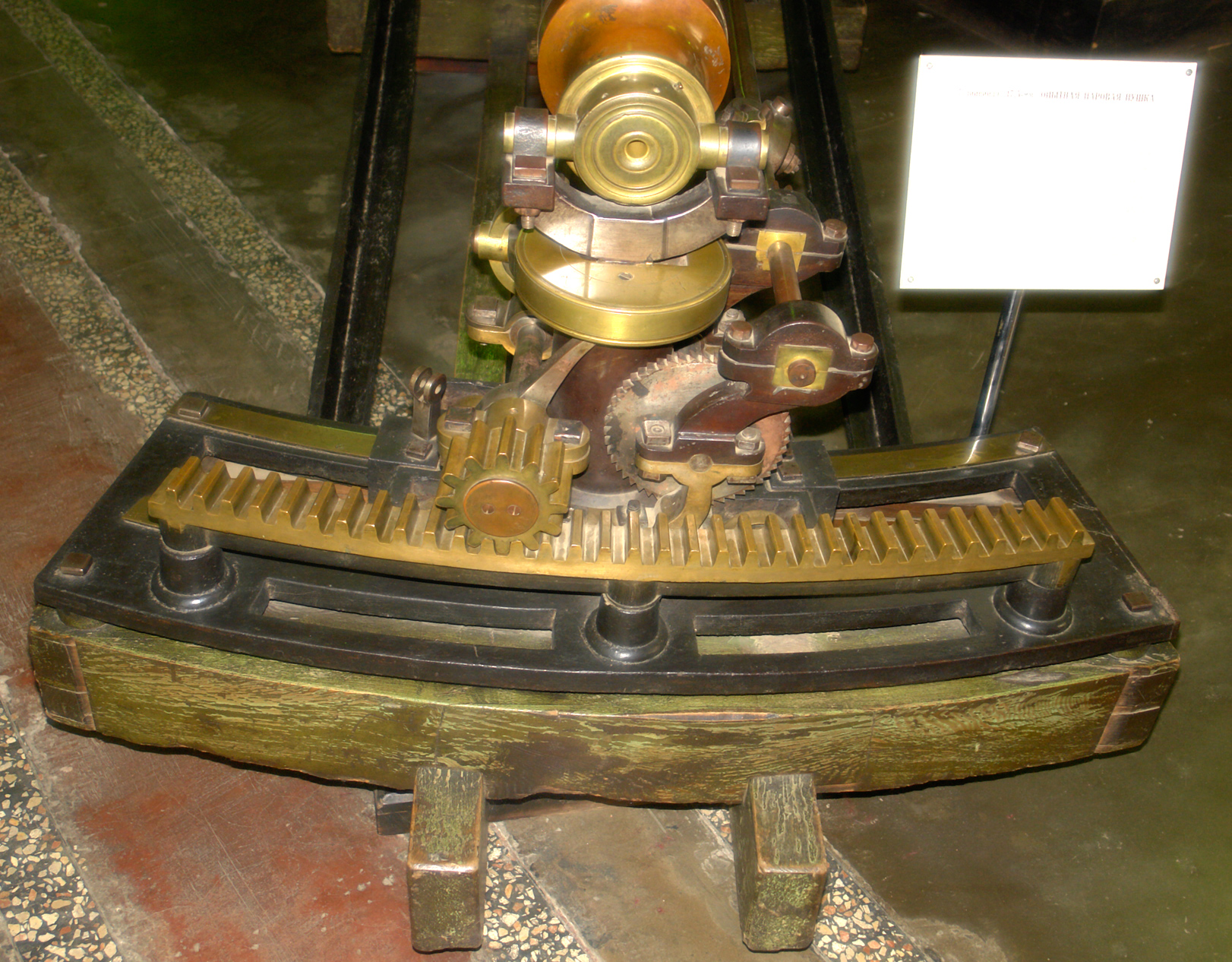
ствол
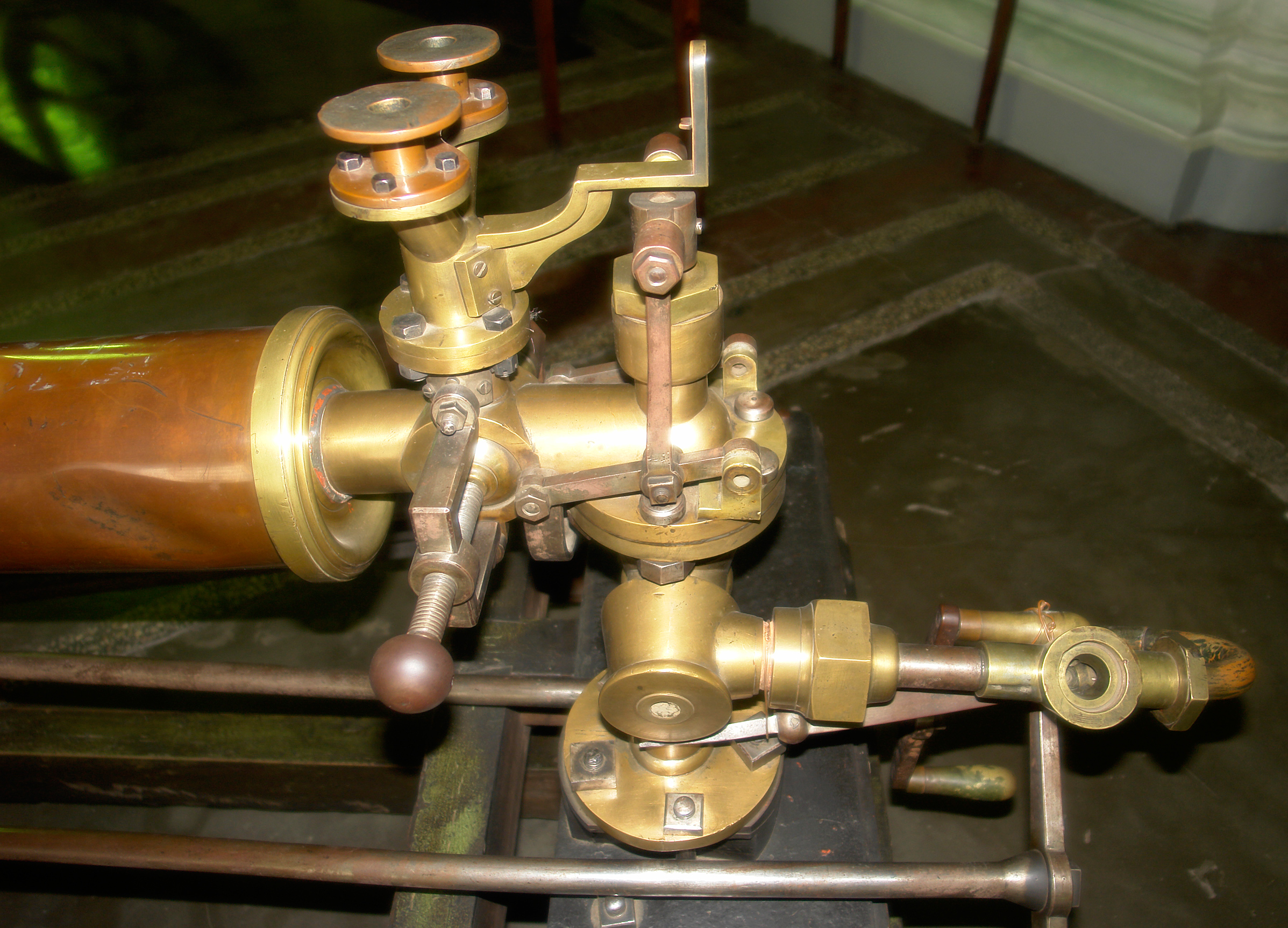
рычаги управления
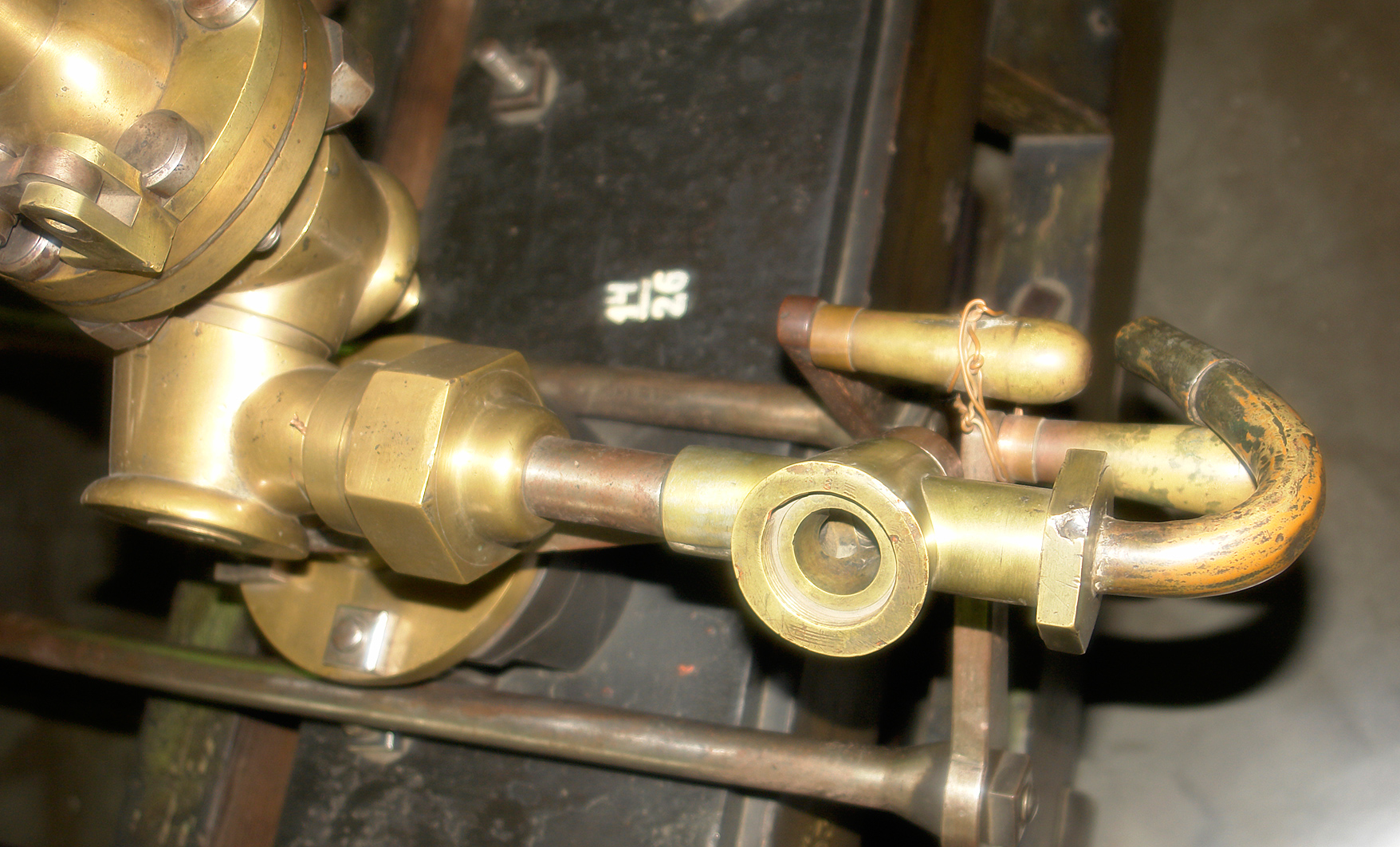
элемент управления